# Брієста
42°54′ пн. ш. 17°32′ сх. д. / 42.90° пн. ш. 17.53° сх. д.
Брієста (хорв. Brijesta) — населений пункт у Хорватії, у Дубровницько-Неретванській жупанії у складі громади Стон.

## Населення
Населення за даними перепису 2011 року становило 58 осіб.
Динаміка чисельності населення поселення: